# Islam Slimani
Islam Slimani (in arabo إسلام سليماني‎?; Algeri, 18 giugno 1988) è un calciatore algerino, attaccante del Westerlo, in prestito dal CR Belouizdad.

## Caratteristiche tecniche
È un attaccante dotato di buona agilità e molto valido tecnicamente, possiede inoltre un ottimo senso del goal. Gioca prevalentemente come centravanti vista la sua buona presenza fisica, anche se predilige il ruolo di seconda punta per svariare su tutto il fronte offensivo, per attaccare gli spazi e sfruttare gli ottimi tempi di inserimento.

## Carriera

### Club

#### Gli inizi, Sporting Lisbona
Ha giocato per sei anni nel campionato algerino, militando prima al JSM Chéraga, dove ha giocato per due anni collezionando 38 presenze e 19 reti. E quattro anni al CR Belouizdad nella massima serie algerina, dove ha totalizzato globalmente 122 presenze segnando 43 reti.
L'8 agosto 2013 si trasferisce ai portoghesi dello Sporting Lisbona, dove in poco più di tre stagioni ha collezionato globalmente 111 presenze segnando 57 reti.

#### Leicester City e vari prestiti
Il 31 agosto 2016 viene acquistato dal Leicester City campione d'Inghilterra per circa 30 milioni di euro. Il 17 settembre seguente, all'esordio con la nuova maglia, segna subito il suo primo gol in Premier League, nella partita vinta per 3-0 contro il Burnley al King Power Stadium. Il 27 settembre, Slimani segnò l'unico gol nella vittoria per 1-0 del Leicester contro il Porto nella fase a gironi della Champions League, dopo un passaggio dal compagno di squadra algerino Riyad Mahrez. Fu il suo sesto gol con Iker Casillas in porta nel 2016, di cui cinque segnati quando era ancora con la sua ex squadra Sporting.
Dopo questo gol, Slimani non riuscì a segnare fino alla giornata 11 della Premier League contro il West Bromwich Albion, su assist di Mahrez, anche se il Leicester perse 2-1. Successivamente, alla giornata 13, subentrando come sostituto, Slimani segnò il pareggio per la sua squadra su rigore all'ultimo minuto contro il Middlesbrough. Alla giornata 15, Slimani aiutò i Foxes a vincere contro il Manchester City per 4-2 dopo aver fornito due assist per i marcatori Jamie Vardy e Andy King. Il 31 dicembre, dopo cinque partite senza gol, Slimani segnò il gol della vittoria contro il West Ham United al King Power Stadium, portando la sua squadra alla quinta vittoria in Premier League in quella stagione, nell'ultimo giorno del 2016.
Slimani segnò quattro dei suoi cinque gol in campionato di testa, ma aveva raggiunto solo il 38% di precisione nei tiri entro gennaio 2017. Dopo la sua partecipazione alla Coppa d'Africa, Slimani tornò infortunato al club, il che influenzò il resto della sua stagione in cui non partecipò molto e segnò solo due gol, contro il Sunderland e contro l'Everton. Nella partita di League Cup contro il Sheffield United, segnò due gol.
Il 31 gennaio 2018 passa in prestito al Newcastle Utd fino al termine della stagione, raccogliendo però soltanto quattro presenze senza mai segnare.
L'11 agosto successivo si trasferisce in prestito ai turchi del Fenerbahçe. Il 1º settembre seguente segna una rete nella partita persa per 2-3 sul campo del Kayserispor. Il 4 ottobre realizza una doppietta nella partita di Europa League vinta per 2-0 in casa contro lo Spartak Trnava.
Il 21 agosto 2019 passa al Monaco in prestito con diritto di riscatto. Il 24 giugno 2020 il club biancorosso comunica il mancato acquisto dell'attaccante algerino, che fa così rientro al Leicester.

#### Olympique Lione
Il 13 gennaio 2021 viene ceduto a titolo definitivo all'Olympique Lione, con il quale sottoscrive un contratto di 18 mesi fino al 30 giugno 2022. Il 1º febbraio 2022,con sei mesi di anticipo rispetto alla scadenza, risolve il contratto i francesi, rimanendo svincolato.

#### Ritorno allo Sporting Lisbona
Due giorni dopo la rescissione del contratto con il Lione, il 3 febbraio 2022 fa ritorno allo Sporting Lisbona, firmando un contratto di un anno e mezzo. In Portogallo raccoglie 12 presenze e 4 reti complessivamente.

#### Brest, Anderlecht e Coritiba
Il 25 agosto 2022, Slimani ritorna in Ligue 1, firmando con il Brest un contratto di una stagione più opzione per un ulteriore anno.
Il 1º febbraio 2023, Slimani passa a titolo definitivo all'Anderlecht, nella massima serie belga, con cui firma un contratto valido fino al termine della stagione.
Il 16 marzo 2023, durante la partita di ritorno degli ottavi di finale di UEFA Europa Conference League in casa del Villarreal, l'attaccante segna il gol decisivo della vittoria per 0-1 della formazione bianco-malva, che accede così ai quarti di finale del torneo. Al termine della stagione, dopo aver raccolto 16 presenze e 9 reti complessivamente, rimane svincolato.
Il 23 agosto 2023 firma un accordo fino al 31 dicembre 2024 con i brasiliani del Coritiba Con i biancoverdi gioca 11 partite prima di risolvere il proprio contratto il 31 gennaio 2024.

#### Malines
Il 1º febbraio 2024, poche ore dopo essersi liberato, trova l'accordo fino al termine della stagione con i belgi del Malines.

#### Ritorno al CR Belouizdad e prestito al Westerlo
Rimasto svincolato, nel settembre 2024, Slimani torna in Algeria, al CR Belouizdad, squadra dove ha esordito tra i professionisti.
Dopo solo 12 presenze e 3 reti complessive, il 16 gennaio 2025 Slimani ritorna in Belgio, trasferendosi in prestito secco fino al termine della stagione al Westerlo.

### Nazionale
Il 26 maggio 2012 debutta con l'Algeria, in un'amichevole giocata a Blida vinta per 3-0 contro il Niger. Viene poi convocato per il Campionato mondiale di calcio 2014 dove il 22 giugno 2014, va a segno nella vittoria algerina per 4-2 sulla Corea del Sud. Si ripete pochi giorni dopo, il 26 giugno, dove risulta decisivo realizzando l'1-1 finale contro la Russia, permettendo così all'Algeria di qualificarsi agli ottavi di finale per la prima volta in assoluto in un mondiale. È il primo marcatore della storia algerina a riuscire a segnare in due partite differenti alla fase finale di un mondiale di calcio.

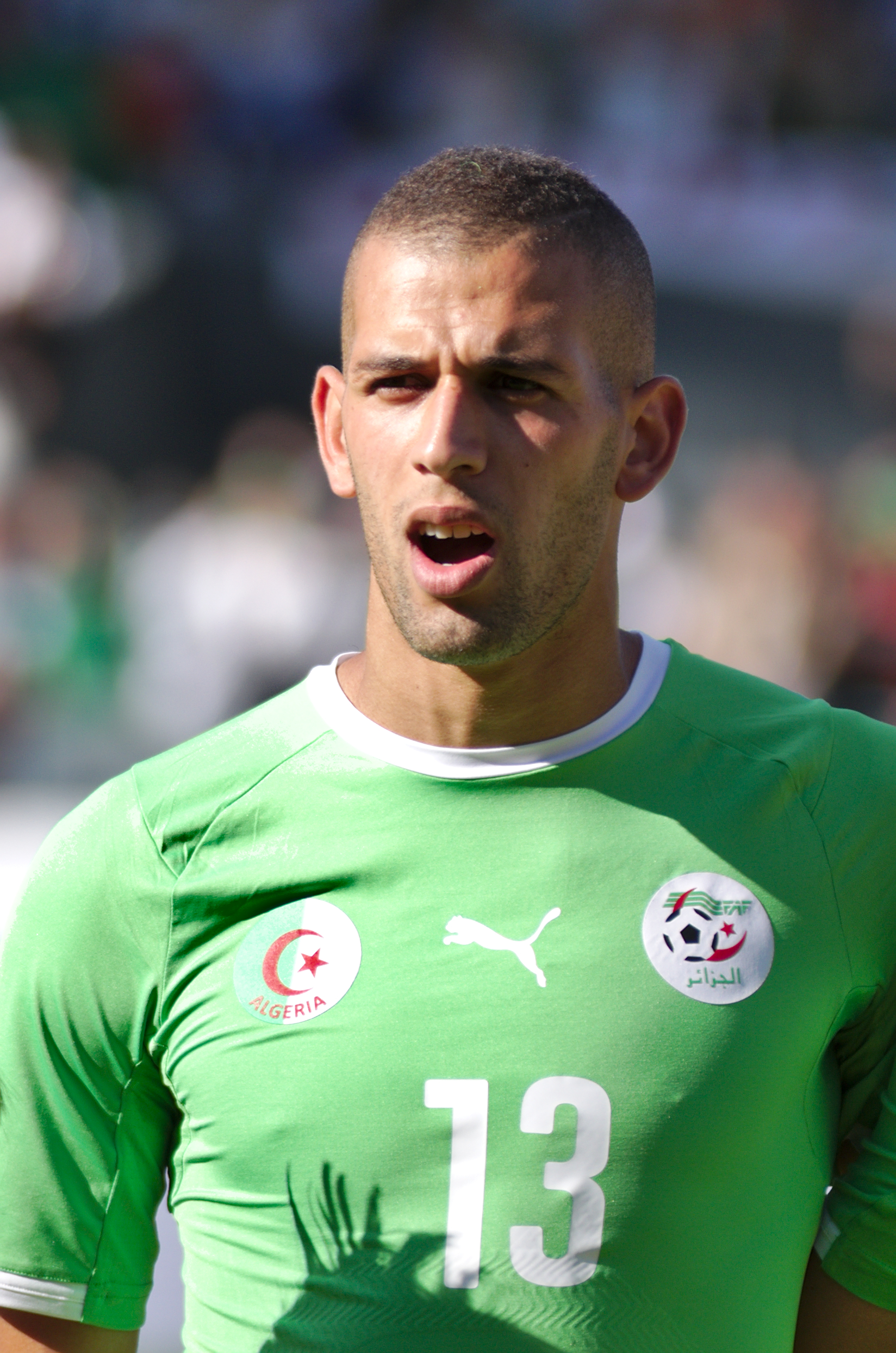
Islam Slimani con la nazionale algerina nel 2014.

Con la nazionale algerina ha disputato inoltre la Coppa d'Africa nel 2013, 2015, 2017 e 2019. Quest'ultima è stata vinta dall'Algeria nonostante il poco spazio trovato da Slimani.
L'8 ottobre 2021 realizza una doppietta nel successo per 6-1 contro il Niger e diventa il primatista di reti realizzate con la selezione algerina, battendo il precedente record di Abdelhafid Tasfaout, fermo a quota 36.
Convocato per la Coppa d'Africa, il 15 gennaio 2024 raggiunge quota 100 presenze con l'Algeria nella sfida pareggiata 1-1 contro l'Angola valevole per la fase a gironi; contestualmente aggancia Lakhdar Belloumi al primo posto nella classifica delle presenze, per poi superarlo 5 giorni dopo nella sfida (sempre valevole per la fase a gironi) pareggiata 2-2 contro il Burkina Faso.

## Statistiche

### Presenze e reti nei club
Statistiche aggiornate al 25 gennaio 2025.
| Stagione                | Squadra                 | Campionato              | Campionato | Campionato | Coppe nazionali | Coppe nazionali | Coppe nazionali | Coppe continentali | Coppe continentali | Coppe continentali | Altre coppe | Altre coppe | Altre coppe | Totale | Totale |
| Stagione                | Squadra                 | Comp                    | Pres       | Reti       | Comp            | Pres            | Reti            | Comp               | Pres               | Reti               | Comp        | Pres        | Reti        | Pres   | Reti   |
| ----------------------- | ----------------------- | ----------------------- | ---------- | ---------- | --------------- | --------------- | --------------- | ------------------ | ------------------ | ------------------ | ----------- | ----------- | ----------- | ------ | ------ |
| 2007-2008               | JSM Chéraga             | D2                      | 18         | 1          | CA              | 0               | 0               | -                  | -                  | -                  | -           | -           | -           | 18     | 1      |
| 2008-2009               | JSM Chéraga             | D3                      | 20         | 18         | CA              | 0               | 0               | -                  | -                  | -                  | -           | -           | -           | 20     | 18     |
| Totale JSM Chéraga      | Totale JSM Chéraga      | Totale JSM Chéraga      | 38         | 19         |                 | 0               | 0               |                    | -                  | -                  |             | -           | -           | 38     | 19     |
| 2009-2010               | CR Belouizdad           | D1                      | 29         | 9          | CA              | 3               | 1               | CDC                | 8                  | 1                  | -           | -           | -           | 40     | 11     |
| 2010-2011               | CR Belouizdad           | D1                      | 26         | 10         | CA              | 3               | 1               | -                  | -                  | -                  | -           | -           | -           | 29     | 11     |
| 2011-2012               | CR Belouizdad           | D1                      | 26         | 10         | CA              | 5               | 2               | -                  | -                  | -                  | -           | -           | -           | 31     | 12     |
| 2012-2013               | CR Belouizdad           | D1                      | 15         | 4          | CA              | 3               | 4               | UAFA               | 2                  | 2                  | -           | -           | -           | 20     | 10     |
| 2013-2014               | Sporting Lisbona B      | SL                      | 1          | 0          | TP+CdL          | -               | -               | -                  | -                  | -                  | -           | -           | -           | 1      | 0      |
| 2013-2014               | Sporting Lisbona        | PL                      | 26         | 8          | TP+CdL          | 2+2             | 2+0             | -                  | -                  | -                  | -           | -           | -           | 30     | 10     |
| 2014-2015               | Sporting Lisbona        | PL                      | 21         | 12         | TP+CdL          | 5+0             | 1+0             | UCL+UEL            | 6+1                | 2+0                | -           | -           | -           | 33     | 15     |
| 2015-2016               | Sporting Lisbona        | PL                      | 33         | 27         | TP+CdL          | 2+1             | 2+0             | UCL+UEL            | 2+7                | 1+1                | SP          | 1           | 0           | 46     | 31     |
| ago. 2016               | Sporting Lisbona        | PL                      | 2          | 1          | TP+CdL          | 0+0             | 0               | UCL                | 0                  | 0                  | -           | -           | -           | 2      | 1      |
| set. 2016-2017          | Leicester City          | PL                      | 23         | 7          | FACup+CdL       | 1+0             | 0               | UCL                | 5                  | 1                  | CS          | 0           | 0           | 29     | 8      |
| 2017-gen. 2018          | Leicester City          | PL                      | 12         | 1          | FACup+CdL       | 2+3             | 0+4             | -                  | -                  | -                  | -           | -           | -           | 17     | 5      |
| gen.-giu. 2018          | Newcastle Utd           | PL                      | 4          | 0          | FACup+CdL       | 0+0             | 0               | -                  | -                  | -                  | -           | -           | -           | 4      | 0      |
| 2018-2019               | Fenerbahçe              | SL                      | 15         | 1          | TK              | 3               | 1               | UEL                | 7                  | 3                  | -           | -           | -           | 25     | 5      |
| 2019-2020               | Monaco                  | L1                      | 18         | 9          | CF+CdL          | 0+1             | 0               | -                  | -                  | -                  | -           | -           | -           | 19     | 9      |
| 2020-gen. 2021          | Leicester City          | PL                      | 1          | 0          | FACup+CdL       | 0+0             | 0               | UEL                | 0                  | 0                  | -           | -           | -           | 1      | 0      |
| Totale Leicester        | Totale Leicester        | Totale Leicester        | 36         | 8          |                 | 6               | 4               |                    | 5                  | 1                  |             | 0           | 0           | 47     | 13     |
| gen.-giu. 2021          | Olympique Lione         | L1                      | 18         | 3          | CF              | 3               | 1               | -                  | -                  | -                  | -           | -           | -           | 21     | 4      |
| 2021-gen. 2022          | Olympique Lione         | L1                      | 12         | 1          | CF              | 0               | 0               | UEL                | 4                  | 3                  | -           | -           | -           | 16     | 4      |
| Totale Olympique Lione  | Totale Olympique Lione  | Totale Olympique Lione  | 30         | 4          |                 | 3               | 1               |                    | 4                  | 3                  |             | 0           | 0           | 37     | 8      |
| feb.-giu. 2022          | Sporting Lisbona        | PL                      | 9          | 4          | TP+CdL          | 1+0             | 0+0             | UCL                | 2                  | 0                  | SP          | -           | -           | 12     | 4      |
| lug.-ago. 2022          | Sporting Lisbona        | PL                      | 0          | 0          | TP+CdL          | -               | -               | UCL                | -                  | -                  | -           | -           | -           | 0      | 0      |
| Totale Sporting Lisbona | Totale Sporting Lisbona | Totale Sporting Lisbona | 91         | 52         |                 | 13              | 5               |                    | 18                 | 4                  |             | 1           | 0           | 123    | 61     |
| ago. 2022-gen. 2023     | Brest                   | L1                      | 16         | 1          | CF              | 2               | 1               | -                  | -                  | -                  | -           | -           | -           | 18     | 2      |
| gen.-giu. 2023          | Anderlecht              | D1                      | 10         | 8          | CB              | 0               | 0               | UECL               | 6                  | 1                  | -           | -           | -           | 16     | 9      |
| ago.-dic. 2023          | Coritiba                | A+CP                    | 11+0       | 3+0        | CB              | -               | -               | -                  | -                  | -                  | -           | -           | -           | 11     | 3      |
| gen. 2024               | Coritiba                | A+CP                    | -          | -          | CB              | -               | -               | -                  | -                  | -                  | -           | -           | -           | -      | -      |
| Totale Coritiba         | Totale Coritiba         | Totale Coritiba         | 11         | 3          |                 | -               | -               |                    | -                  | -                  |             | -           | -           | 11     | 3      |
| feb.-giu. 2024          | Malines                 | D1                      | 6+7        | 0+3        | CB              | -               | -               | -                  | -                  | -                  | -           | -           | -           | 13     | 3      |
| set. 2024-gen. 2025     | CR Belouizdad           | L1                      | 8          | 3          | CA              | 1               | 0               | CCL                | 3                  | 0                  | SA          | -           | -           | 12     | 3      |
| Totale CR Belouizdad    | Totale CR Belouizdad    | Totale CR Belouizdad    | 104        | 36         |                 | 15              | 8               |                    | 13                 | 3                  |             | -           | -           | 132    | 47     |
| gen.-giu. 2025          | Westerlo                | D1                      | 2          | 0          | CB              | -               | -               | -                  | -                  | -                  | -           | -           | -           | 2      | 0      |
| Totale carriera         | Totale carriera         | Totale carriera         | 389        | 144        |                 | 43              | 20              |                    | 53                 | 15                 |             | 1           | 0           | 496    | 179    |

### Cronologia presenze e reti in nazionale
| Cronologia completa delle presenze e delle reti in nazionale ― Algeria | Cronologia completa delle presenze e delle reti in nazionale ― Algeria | Cronologia completa delle presenze e delle reti in nazionale ― Algeria | Cronologia completa delle presenze e delle reti in nazionale ― Algeria | Cronologia completa delle presenze e delle reti in nazionale ― Algeria | Cronologia completa delle presenze e delle reti in nazionale ― Algeria | Cronologia completa delle presenze e delle reti in nazionale ― Algeria | Cronologia completa delle presenze e delle reti in nazionale ― Algeria |
| Data                                                                   | Città                                                                  | In casa                                                                | Risultato                                                              | Ospiti                                                                 | Competizione                                                           | Reti                                                                   | Note                                                                   |
| ---------------------------------------------------------------------- | ---------------------------------------------------------------------- | ---------------------------------------------------------------------- | ---------------------------------------------------------------------- | ---------------------------------------------------------------------- | ---------------------------------------------------------------------- | ---------------------------------------------------------------------- | ---------------------------------------------------------------------- |
| 26-5-2012                                                              | Blida                                                                  | Algeria                                                                | 3 – 0                                                                  | Niger                                                                  | Amichevole                                                             | -                                                                      | 46’                                                                    |
| 2-6-2012                                                               | Blida                                                                  | Algeria                                                                | 4 – 0                                                                  | Ruanda                                                                 | Qual. Mondiali 2014                                                    | 1                                                                      | 53’                                                                    |
| 10-6-2012                                                              | Ouagadougou                                                            | Mali                                                                   | 2 – 1                                                                  | Algeria                                                                | Qual. Mondiali 2014                                                    | 1                                                                      |                                                                        |
| 15-6-2012                                                              | Blida                                                                  | Algeria                                                                | 4 – 1                                                                  | Gambia                                                                 | Qual. Coppa d'Africa 2013                                              | 2                                                                      | 83’                                                                    |
| 9-9-2012                                                               | Casablanca                                                             | Libia                                                                  | 0 – 1                                                                  | Algeria                                                                | Qual. Coppa d'Africa 2013                                              | -                                                                      | 90’                                                                    |
| 14-10-2012                                                             | Blida                                                                  | Algeria                                                                | 2 – 0                                                                  | Libia                                                                  | Qual. Coppa d'Africa 2013                                              | 1                                                                      |                                                                        |
| 12-1-2013                                                              | Johannesburg                                                           | Sudafrica                                                              | 0 – 0                                                                  | Algeria                                                                | Amichevole                                                             | -                                                                      | 78’                                                                    |
| 22-1-2013                                                              | Rustenburg                                                             | Tunisia                                                                | 1 – 0                                                                  | Algeria                                                                | Coppa d'Africa 2013 - 1º turno                                         | -                                                                      |                                                                        |
| 26-1-2013                                                              | Rustenburg                                                             | Algeria                                                                | 0 – 2                                                                  | Togo                                                                   | Coppa d'Africa 2013 - 1º turno                                         | -                                                                      | 75’                                                                    |
| 30-1-2013                                                              | Rustenburg                                                             | Algeria                                                                | 2 – 2                                                                  | Costa d'Avorio                                                         | Coppa d'Africa 2013 - 1º turno                                         | -                                                                      |                                                                        |
| 26-3-2013                                                              | Blida                                                                  | Algeria                                                                | 3 – 1                                                                  | Benin                                                                  | Qual. Mondiali 2014                                                    | 1                                                                      | 76’                                                                    |
| 25-5-2013                                                              | Blida                                                                  | Algeria                                                                | 3 – 1                                                                  | Mauritania                                                             | Amichevole                                                             | 1                                                                      |                                                                        |
| 2-6-2013                                                               | Blida                                                                  | Algeria                                                                | 2 – 0                                                                  | Burkina Faso                                                           | Amichevole                                                             | 1                                                                      | 46’                                                                    |
| 9-6-2013                                                               | Porto-Novo                                                             | Benin                                                                  | 1 – 3                                                                  | Algeria                                                                | Qual. Mondiali 2014                                                    | 2                                                                      | 74’                                                                    |
| 16-6-2013                                                              | Kigali                                                                 | Ruanda                                                                 | 0 – 1                                                                  | Algeria                                                                | Qual. Mondiali 2014                                                    | -                                                                      | 82’                                                                    |
| 14-8-2013                                                              | Blida                                                                  | Algeria                                                                | 2 – 2                                                                  | Guinea                                                                 | Amichevole                                                             | -                                                                      | 72’                                                                    |
| 12-10-2013                                                             | Ouagadougou                                                            | Burkina Faso                                                           | 3 – 2                                                                  | Algeria                                                                | Qual. Mondiali 2014                                                    | -                                                                      |                                                                        |
| 19-11-2013                                                             | Blida                                                                  | Algeria                                                                | 1 – 0                                                                  | Burkina Faso                                                           | Qual. Mondiali 2014                                                    | -                                                                      |                                                                        |
| 5-3-2014                                                               | Blida                                                                  | Algeria                                                                | 2 – 0                                                                  | Slovenia                                                               | Amichevole                                                             | -                                                                      | 71’                                                                    |
| 31-5-2014                                                              | Sion                                                                   | Algeria                                                                | 3 – 1                                                                  | Armenia                                                                | Amichevole                                                             | 1                                                                      | 76’                                                                    |
| 4-6-2014                                                               | Ginevra                                                                | Algeria                                                                | 2 – 1                                                                  | Romania                                                                | Amichevole                                                             | -                                                                      | 76’                                                                    |
| 17-6-2014                                                              | Belo Horizonte                                                         | Belgio                                                                 | 2 – 1                                                                  | Algeria                                                                | Mondiali 2014 - 1º turno                                               | -                                                                      | 66’                                                                    |
| 22-6-2014                                                              | Porto Alegre                                                           | Corea del Sud                                                          | 2 – 4                                                                  | Algeria                                                                | Mondiali 2014 - 1º turno                                               | 1                                                                      |                                                                        |
| 26-6-2014                                                              | Curitiba                                                               | Algeria                                                                | 1 – 1                                                                  | Russia                                                                 | Mondiali 2014 - 1º turno                                               | 1                                                                      | 90+1’                                                                  |
| 30-6-2014                                                              | Porto Alegre                                                           | Germania                                                               | 2 – 1 dts                                                              | Algeria                                                                | Mondiali 2014 - Ottavi di finale                                       | -                                                                      |                                                                        |
| 6-9-2014                                                               | Addis Abeba                                                            | Etiopia                                                                | 1 – 2                                                                  | Algeria                                                                | Qual. Coppa d'Africa 2015                                              | -                                                                      | 69’                                                                    |
| 10-9-2014                                                              | Blida                                                                  | Algeria                                                                | 1 – 0                                                                  | Mali                                                                   | Qual. Coppa d'Africa 2015                                              | -                                                                      | 78’                                                                    |
| 11-10-2014                                                             | Blantyre                                                               | Malawi                                                                 | 0 – 2                                                                  | Algeria                                                                | Qual. Coppa d'Africa 2015                                              | -                                                                      | 68’                                                                    |
| 15-10-2014                                                             | Blida                                                                  | Algeria                                                                | 3 – 0                                                                  | Malawi                                                                 | Qual. Coppa d'Africa 2015                                              | 1                                                                      | 69’                                                                    |
| 15-11-2014                                                             | Blida                                                                  | Algeria                                                                | 3 – 1                                                                  | Etiopia                                                                | Qual. Coppa d'Africa 2015                                              | -                                                                      | 77’                                                                    |
| 19-11-2014                                                             | Bamako                                                                 | Mali                                                                   | 2 – 0                                                                  | Algeria                                                                | Qual. Coppa d'Africa 2015                                              | -                                                                      |                                                                        |
| 11-1-2015                                                              | Radès                                                                  | Tunisia                                                                | 1 – 1                                                                  | Algeria                                                                | Amichevole                                                             | -                                                                      | 46’                                                                    |
| 19-1-2015                                                              | Mongomo                                                                | Algeria                                                                | 3 – 1                                                                  | Sudafrica                                                              | Coppa d'Africa 2015 - 1º turno                                         | 1                                                                      |                                                                        |
| 23-1-2015                                                              | Mongomo                                                                | Ghana                                                                  | 1 – 0                                                                  | Algeria                                                                | Coppa d'Africa 2015 - 1º turno                                         | -                                                                      | 56’                                                                    |
| 1-2-2015                                                               | Malabo                                                                 | Costa d'Avorio                                                         | 3 – 1                                                                  | Algeria                                                                | Coppa d'Africa 2015 - Quarti di finale                                 | -                                                                      | 72’                                                                    |
| 26-3-2015                                                              | Doha                                                                   | Qatar                                                                  | 1 – 0                                                                  | Algeria                                                                | Amichevole                                                             | -                                                                      | 61’                                                                    |
| 30-3-2015                                                              | Doha                                                                   | Oman                                                                   | 1 – 4                                                                  | Algeria                                                                | Amichevole                                                             | -                                                                      | 60’                                                                    |
| 13-6-2015                                                              | Blida                                                                  | Algeria                                                                | 4 – 0                                                                  | Seychelles                                                             | Qual. Coppa d'Africa 2017                                              | 1                                                                      | 85’                                                                    |
| 6-9-2015                                                               | Maseru                                                                 | Lesotho                                                                | 1 – 3                                                                  | Algeria                                                                | Qual. Coppa d'Africa 2017                                              | -                                                                      | 69’                                                                    |
| 9-10-2015                                                              | Algeri                                                                 | Algeria                                                                | 1 – 2                                                                  | Guinea                                                                 | Amichevole                                                             | 1                                                                      | 62’                                                                    |
| 14-11-2015                                                             | Dar es Salaam                                                          | Tanzania                                                               | 2 – 2                                                                  | Algeria                                                                | Qual. Mondiali 2018                                                    | 2                                                                      |                                                                        |
| 17-11-2015                                                             | Blida                                                                  | Algeria                                                                | 7 – 0                                                                  | Tanzania                                                               | Qual. Mondiali 2018                                                    | 2                                                                      | 63’                                                                    |
| 25-3-2016                                                              | Blida                                                                  | Algeria                                                                | 7 – 1                                                                  | Etiopia                                                                | Qual. Coppa d'Africa 2017                                              | 2                                                                      | 43’                                                                    |
| 29-3-2016                                                              | Addis Abeba                                                            | Etiopia                                                                | 3 – 3                                                                  | Algeria                                                                | Qual. Coppa d'Africa 2017                                              | 1                                                                      | 68’                                                                    |
| 4-9-2016                                                               | Blida                                                                  | Algeria                                                                | 6 – 0                                                                  | Lesotho                                                                | Qual. Coppa d'Africa 2017                                              | -                                                                      |                                                                        |
| 9-10-2016                                                              | Blida                                                                  | Algeria                                                                | 1 – 1                                                                  | Camerun                                                                | Qual. Mondiali 2018                                                    | -                                                                      |                                                                        |
| 12-11-2016                                                             | Uyo                                                                    | Nigeria                                                                | 3 – 1                                                                  | Algeria                                                                | Qual. Mondiali 2018                                                    | -                                                                      |                                                                        |
| 15-1-2017                                                              | Franceville                                                            | Algeria                                                                | 2 – 2                                                                  | Zimbabwe                                                               | Coppa d'Africa 2017 - 1º turno                                         | -                                                                      |                                                                        |
| 19-1-2017                                                              | Franceville                                                            | Algeria                                                                | 1 – 2                                                                  | Tunisia                                                                | Coppa d'Africa 2017 - 1º turno                                         | -                                                                      |                                                                        |
| 23-1-2017                                                              | Franceville                                                            | Algeria                                                                | 2 – 2                                                                  | Senegal                                                                | Coppa d'Africa 2017 - 1º turno                                         | 2                                                                      | 80’                                                                    |
| 6-6-2017                                                               | Blida                                                                  | Algeria                                                                | 2 – 1                                                                  | Guinea                                                                 | Amichevole                                                             | -                                                                      | 80’                                                                    |
| 11-6-2017                                                              | Blida                                                                  | Algeria                                                                | 1 – 0                                                                  | Togo                                                                   | Qual. Coppa d'Africa 2019                                              | -                                                                      |                                                                        |
| 2-9-2017                                                               | Lusaka                                                                 | Zambia                                                                 | 3 – 1                                                                  | Algeria                                                                | Qual. Mondiali 2018                                                    | -                                                                      |                                                                        |
| 5-9-2017                                                               | Costantina                                                             | Algeria                                                                | 0 – 1                                                                  | Zambia                                                                 | Qual. Mondiali 2018                                                    | -                                                                      | 73’                                                                    |
| 10-11-2017                                                             | Costantina                                                             | Algeria                                                                | 3 – 0 tav                                                              | Nigeria                                                                | Qual. Mondiali 2018                                                    | -                                                                      | 56’                                                                    |
| 14-11-2017                                                             | Algeri                                                                 | Algeria                                                                | 3 – 0                                                                  | Rep. Centrafricana                                                     | Amichevole                                                             | 1                                                                      |                                                                        |
| 27-3-2018                                                              | Graz                                                                   | Iran                                                                   | 2 – 1                                                                  | Algeria                                                                | Amichevole                                                             | -                                                                      | 63’ 68’                                                                |
| 1-6-2018                                                               | Algeri                                                                 | Algeria                                                                | 2 – 3                                                                  | Capo Verde                                                             | Amichevole                                                             | -                                                                      | 73’                                                                    |
| 7-6-2018                                                               | Lisbona                                                                | Portogallo                                                             | 3 – 0                                                                  | Algeria                                                                | Amichevole                                                             | -                                                                      | 85’                                                                    |
| 8-9-2018                                                               | Bakau                                                                  | Gambia                                                                 | 1 – 1                                                                  | Algeria                                                                | Qual. Coppa d'Africa 2019                                              | -                                                                      | 71’                                                                    |
| 11-6-2019                                                              | Doha                                                                   | Algeria                                                                | 1 – 1                                                                  | Burundi                                                                | Amichevole                                                             | -                                                                      | 74’                                                                    |
| 1-7-2019                                                               | Il Cairo                                                               | Tanzania                                                               | 0 – 3                                                                  | Algeria                                                                | Coppa d'Africa 2019 - 1º turno                                         | 1                                                                      |                                                                        |
| 11-7-2019                                                              | Suez                                                                   | Costa d'Avorio                                                         | 1 – 1 dts (3 - 4 dtr)                                                  | Algeria                                                                | Coppa d'Africa 2019 - Quarti di finale                                 | -                                                                      | 78’                                                                    |
| 19-7-2019                                                              | Il Cairo                                                               | Senegal                                                                | 0 – 1                                                                  | Algeria                                                                | Coppa d'Africa 2019 - Finale                                           | -                                                                      | 89’                                                                    |
| 9-9-2019                                                               | Blida                                                                  | Algeria                                                                | 1 – 0                                                                  | Benin                                                                  | Amichevole                                                             | 1                                                                      | 67’                                                                    |
| 10-10-2019                                                             | Blida                                                                  | Algeria                                                                | 1 – 1                                                                  | RD del Congo                                                           | Amichevole                                                             | 1                                                                      |                                                                        |
| 15-10-2019                                                             | Lilla                                                                  | Algeria                                                                | 3 – 0                                                                  | Colombia                                                               | Amichevole                                                             | -                                                                      | 72’                                                                    |
| 14-11-2019                                                             | Blida                                                                  | Algeria                                                                | 5 – 0                                                                  | Zambia                                                                 | Qual. Coppa d'Africa 2021                                              | -                                                                      | 78’                                                                    |
| 18-11-2019                                                             | Gaborone                                                               | Botswana                                                               | 0 – 1                                                                  | Algeria                                                                | Qual. Coppa d'Africa 2021                                              | -                                                                      |                                                                        |
| 25-3-2021                                                              | Lusaka                                                                 | Zambia                                                                 | 3 – 3                                                                  | Algeria                                                                | Qual. Coppa d'Africa 2021                                              | 2                                                                      | 90+1’                                                                  |
| 29-3-2021                                                              | Blida                                                                  | Algeria                                                                | 5 – 0                                                                  | Botswana                                                               | Qual. Coppa d'Africa 2021                                              | -                                                                      | 61’                                                                    |
| 3-6-2021                                                               | Blida                                                                  | Algeria                                                                | 4 – 1                                                                  | Mauritania                                                             | Amichevole                                                             | -                                                                      | 59’                                                                    |
| 6-6-2021                                                               | Blida                                                                  | Algeria                                                                | 1 – 0                                                                  | Mali                                                                   | Amichevole                                                             | -                                                                      | 46’                                                                    |
| 11-6-2021                                                              | Radès                                                                  | Tunisia                                                                | 0 – 2                                                                  | Algeria                                                                | Amichevole                                                             | -                                                                      | 60’                                                                    |
| 2-9-2021                                                               | Blida                                                                  | Algeria                                                                | 8 – 0                                                                  | Gibuti                                                                 | Qual. Mondiali 2022                                                    | 4                                                                      |                                                                        |
| 7-9-2021                                                               | Marrakech                                                              | Burkina Faso                                                           | 1 – 1                                                                  | Algeria                                                                | Qual. Mondiali 2022                                                    | -                                                                      | 68’                                                                    |
| 8-10-2021                                                              | Blida                                                                  | Algeria                                                                | 6 – 1                                                                  | Niger                                                                  | Qual. Mondiali 2022                                                    | 2                                                                      | 78’                                                                    |
| 12-10-2021                                                             | Niamey                                                                 | Niger                                                                  | 0 – 4                                                                  | Algeria                                                                | Qual. Mondiali 2022                                                    | -                                                                      | 46’                                                                    |
| 12-11-2021                                                             | Il Cairo                                                               | Gibuti                                                                 | 0 – 4                                                                  | Algeria                                                                | Qual. Mondiali 2022                                                    | 1                                                                      | 46’                                                                    |
| 16-11-2021                                                             | Blida                                                                  | Algeria                                                                | 2 – 2                                                                  | Burkina Faso                                                           | Qual. Mondiali 2022                                                    | -                                                                      |                                                                        |
| 5-1-2022                                                               | Doha                                                                   | Algeria                                                                | 3 – 0                                                                  | Ghana                                                                  | Amichevole                                                             | 1                                                                      | 62’                                                                    |
| 11-1-2022                                                              | Douala                                                                 | Algeria                                                                | 0 – 0                                                                  | Sierra Leone                                                           | Coppa d'Africa 2021 - 1º turno                                         | -                                                                      | 65’                                                                    |
| 16-1-2022                                                              | Douala                                                                 | Algeria                                                                | 0 – 1                                                                  | Guinea Equatoriale                                                     | Coppa d'Africa 2021 - 1º turno                                         | -                                                                      | 64’                                                                    |
| 20-1-2022                                                              | Douala                                                                 | Costa d'Avorio                                                         | 3 – 1                                                                  | Algeria                                                                | Coppa d'Africa 2021 - 1º turno                                         | -                                                                      | 46’                                                                    |
| 25-3-2022                                                              | Limbe                                                                  | Camerun                                                                | 0 – 1                                                                  | Algeria                                                                | Qual. Mondiali 2022                                                    | 1                                                                      | 68’ 76’                                                                |
| 29-3-2022                                                              | Blida                                                                  | Algeria                                                                | 1 – 2 dts                                                              | Camerun                                                                | Qual. Mondiali 2022                                                    | -                                                                      | 120+2’                                                                 |
| 4-6-2022                                                               | Algeri                                                                 | Algeria                                                                | 2 – 0                                                                  | Uganda                                                                 | Qual. Coppa d'Africa 2023                                              | -                                                                      | cap. 69’                                                               |
| 8-6-2022                                                               | Dar es Salaam                                                          | Tanzania                                                               | 0 – 2                                                                  | Algeria                                                                | Qual. Coppa d'Africa 2023                                              | -                                                                      | cap. 3’ 73’                                                            |
| 23-9-2022                                                              | Bir El Djir                                                            | Algeria                                                                | 1 – 0                                                                  | Guinea                                                                 | Amichevole                                                             | 1                                                                      | cap.                                                                   |
| 27-9-2022                                                              | Bir El Djir                                                            | Algeria                                                                | 2 – 1                                                                  | Nigeria                                                                | Amichevole                                                             | -                                                                      | 76’                                                                    |
| 16-11-2022                                                             | Bir El Djir                                                            | Algeria                                                                | 1 – 1                                                                  | Mali                                                                   | Amichevole                                                             | -                                                                      | 62’                                                                    |
| 19-11-2022                                                             | Malmö                                                                  | Svezia                                                                 | 2 – 0                                                                  | Algeria                                                                | Amichevole                                                             | -                                                                      | 67’                                                                    |
| 18-6-2023                                                              | Douala                                                                 | Uganda                                                                 | 1 – 2                                                                  | Algeria                                                                | Qual. Coppa d'Africa 2023                                              | -                                                                      | 70’ 90+1’                                                              |
| 20-6-2023                                                              | Annaba                                                                 | Algeria                                                                | 1 – 1                                                                  | Tunisia                                                                | Amichevole                                                             | -                                                                      | 59’                                                                    |
| 12-10-2023                                                             | Costantina                                                             | Algeria                                                                | 5 – 1                                                                  | Capo Verde                                                             | Amichevole                                                             | 1                                                                      |                                                                        |
| 16-10-2023                                                             | al-ʿAyn                                                                | Egitto                                                                 | 1 – 1                                                                  | Algeria                                                                | Amichevole                                                             | 1                                                                      | 68’                                                                    |
| 16-11-2023                                                             | Algeri                                                                 | Algeria                                                                | 3 – 1                                                                  | Somalia                                                                | Qual. Mondiali 2026                                                    | 1                                                                      | 68’                                                                    |
| 19-11-2023                                                             | Maputo                                                                 | Mozambico                                                              | 0 – 2                                                                  | Algeria                                                                | Qual. Mondiali 2026                                                    | -                                                                      | 17’                                                                    |
| 5-1-2024                                                               | Lomé                                                                   | Togo                                                                   | 0 – 3                                                                  | Algeria                                                                | Amichevole                                                             | 1                                                                      | 68’                                                                    |
| 9-1-2024                                                               | Lomé                                                                   | Burundi                                                                | 0 – 4                                                                  | Algeria                                                                | Amichevole                                                             | 1                                                                      | 72’                                                                    |
| 15-1-2024                                                              | Bouaké                                                                 | Algeria                                                                | 1 – 1                                                                  | Angola                                                                 | Coppa d'Africa 2023 - 1º turno                                         | -                                                                      | 67’                                                                    |
| 20-1-2024                                                              | Bouaké                                                                 | Algeria                                                                | 2 – 2                                                                  | Burkina Faso                                                           | Coppa d'Africa 2023 - 1º turno                                         | -                                                                      | 81’                                                                    |
| 23-1-2024                                                              | Bouaké                                                                 | Mauritania                                                             | 1 – 0                                                                  | Algeria                                                                | Coppa d'Africa 2023 - 1º turno                                         | -                                                                      | 69’ 76’                                                                |
| Totale                                                                 |                                                                        | Presenze (1º posto)                                                    | 103                                                                    |                                                                        | Reti (1º posto)                                                        | 47                                                                     |                                                                        |

## Palmarès

### Club
- Coppa del Portogallo: 1

Sporting Lisbona: 2014-2015
- Supercoppa di Portogallo: 1

Sporting Lisbona: 2015
- Coppa di Lega portoghese: 1

Sporting Lisbona: 2021-2022

### Nazionale
- Coppa d'Africa: 1

Egitto 2019

### Individuale
- Capocannoniere della Football League Cup: 1

2017-2018 (4 reti, alla pari con Josh Murphy e Samuel Sáiz)